# راي ماكمانوس
راي ماكمانوس (بالإنجليزية: Ray McManus)‏ هو شاعر أمريكي، ولد في 10 نوفمبر 1972 في كولومبيا في الولايات المتحدة.

## وصلات خارجية
- الموقع الرسمي